# Walter Sköld
Walter Sköld (Enebyberg, 12 febbraio 1910 – 12 dicembre 1975) è stato un calciatore svedese, di ruolo difensore.

## Carriera

### Club
Giocò sempre il campionato svedese.

### Nazionale
Con la sua Nazionale partecipò ai Giochi olimpici del 1936.